# Budynek szkoły przy ulicy Jemiołowej 57 we Wrocławiu

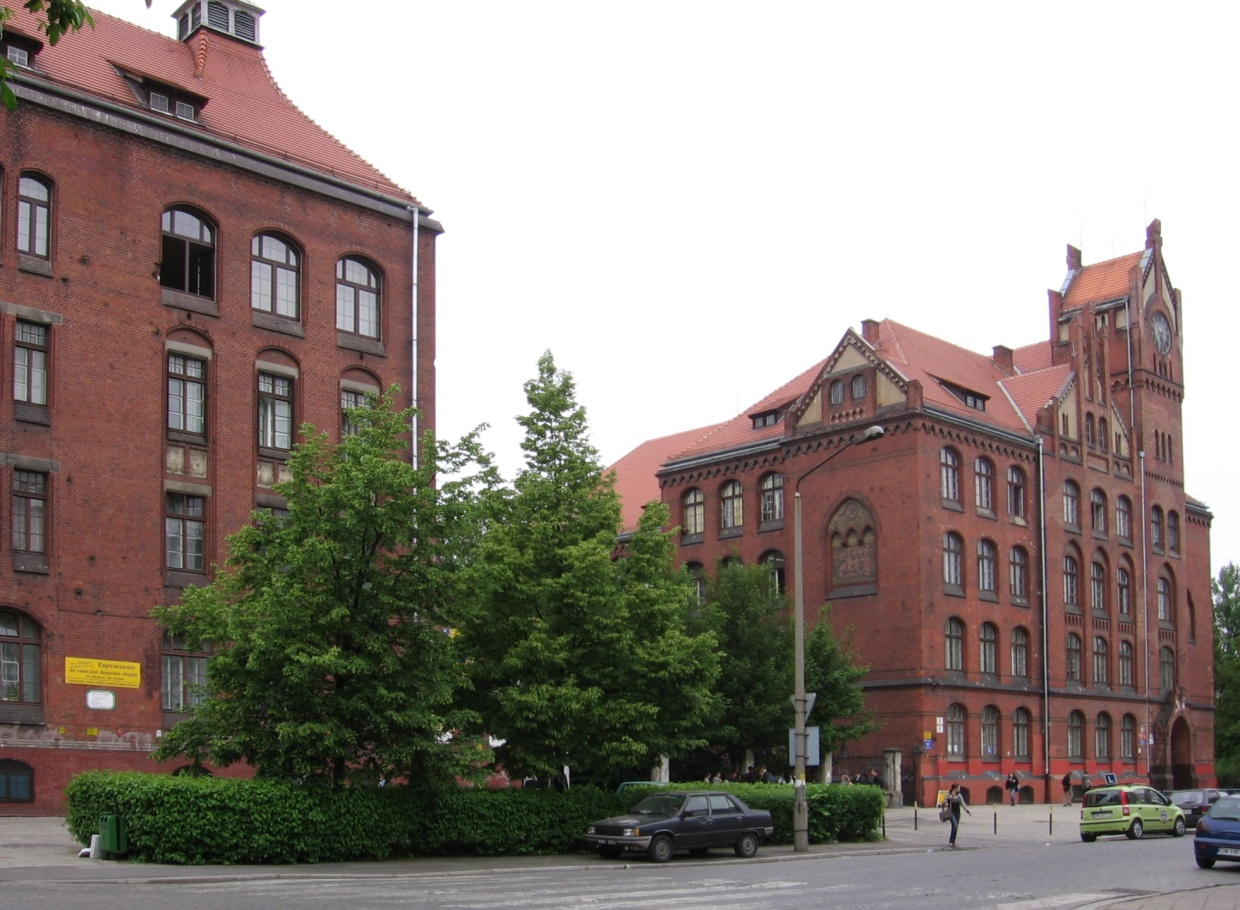
Zespół zabudowy ze skwerem pomiędzy budynkami

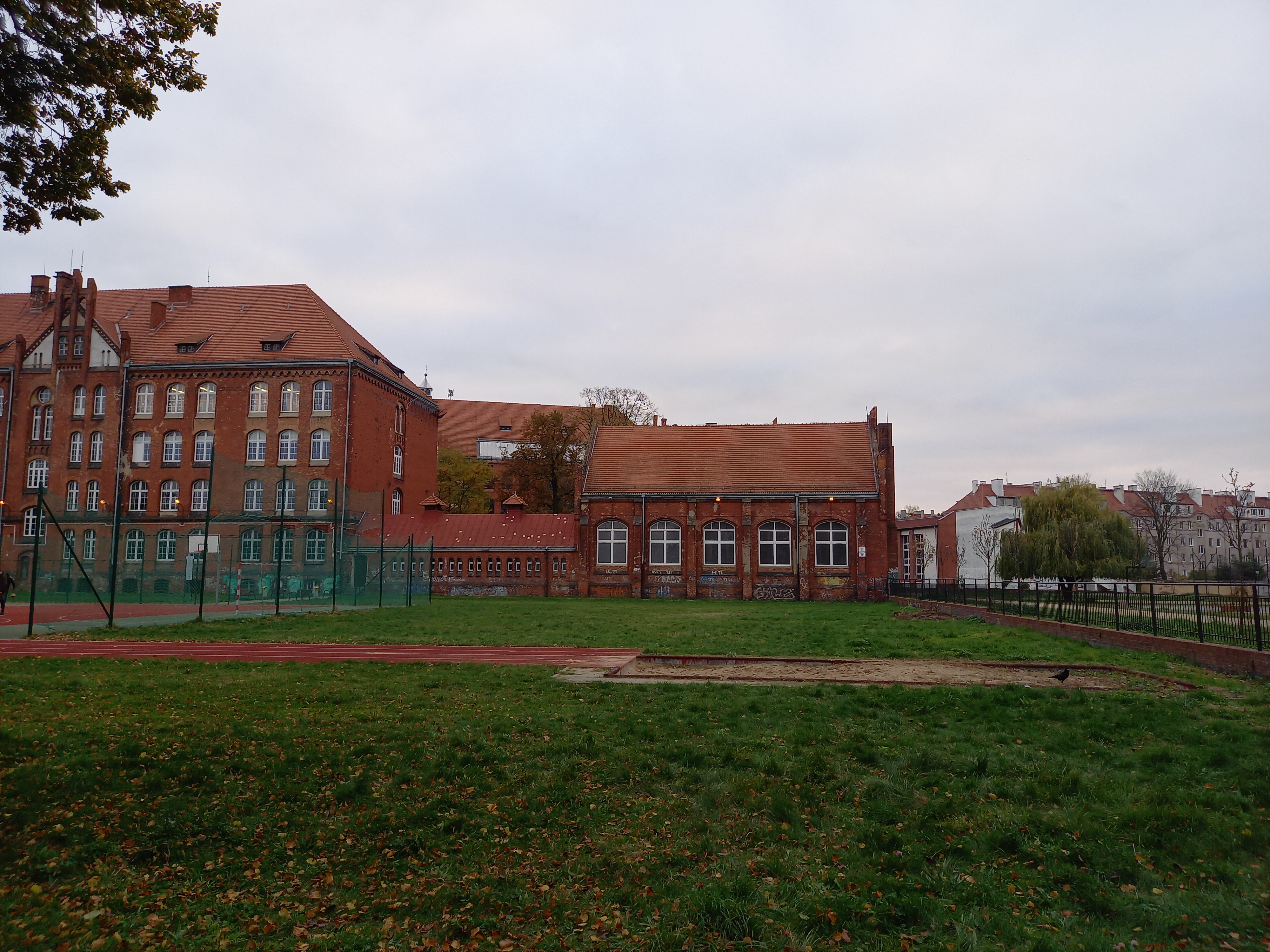
Łącznik i sala gimnastyczna

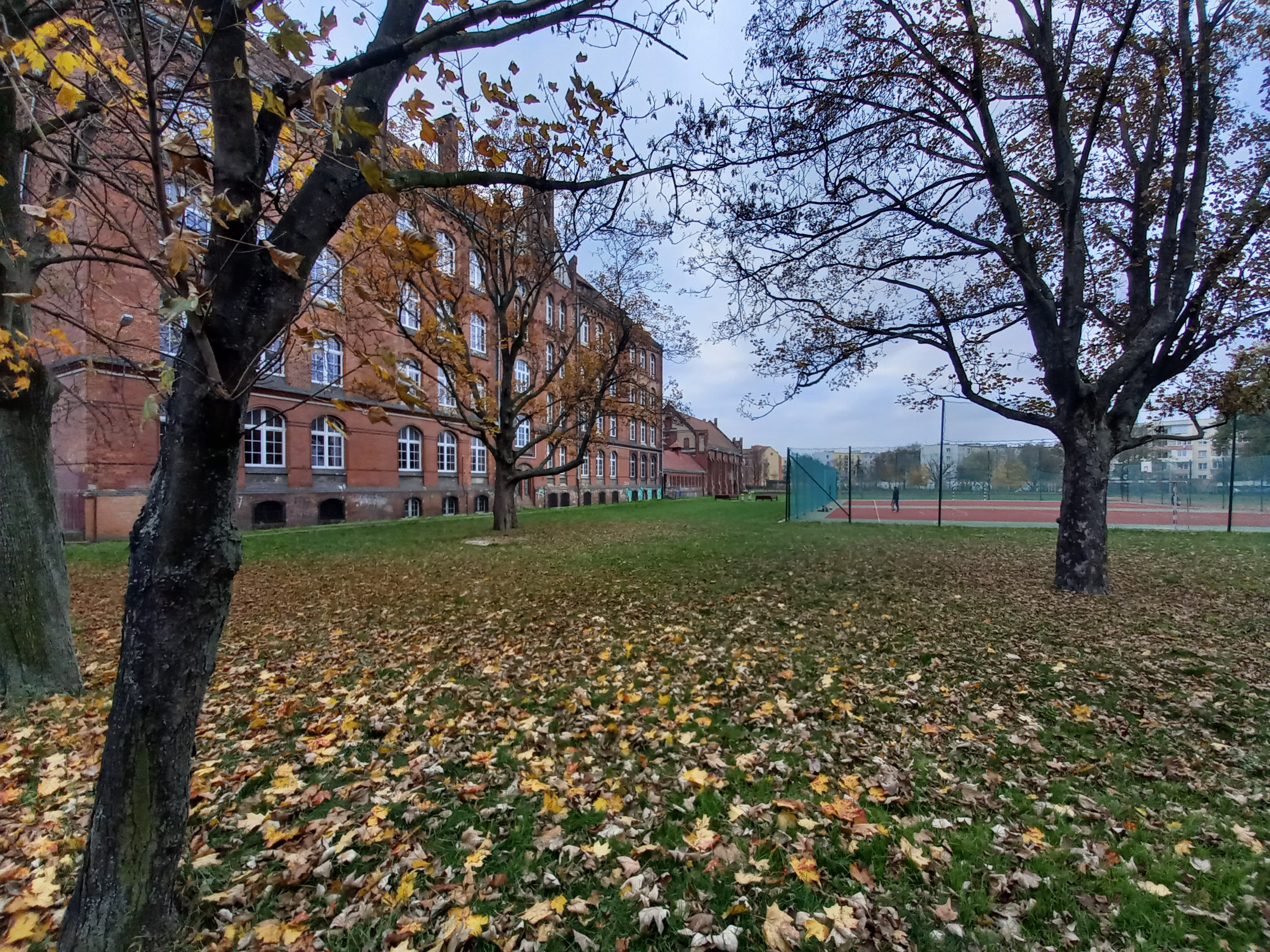
Elewacja północna i fragment terenu szkolnego

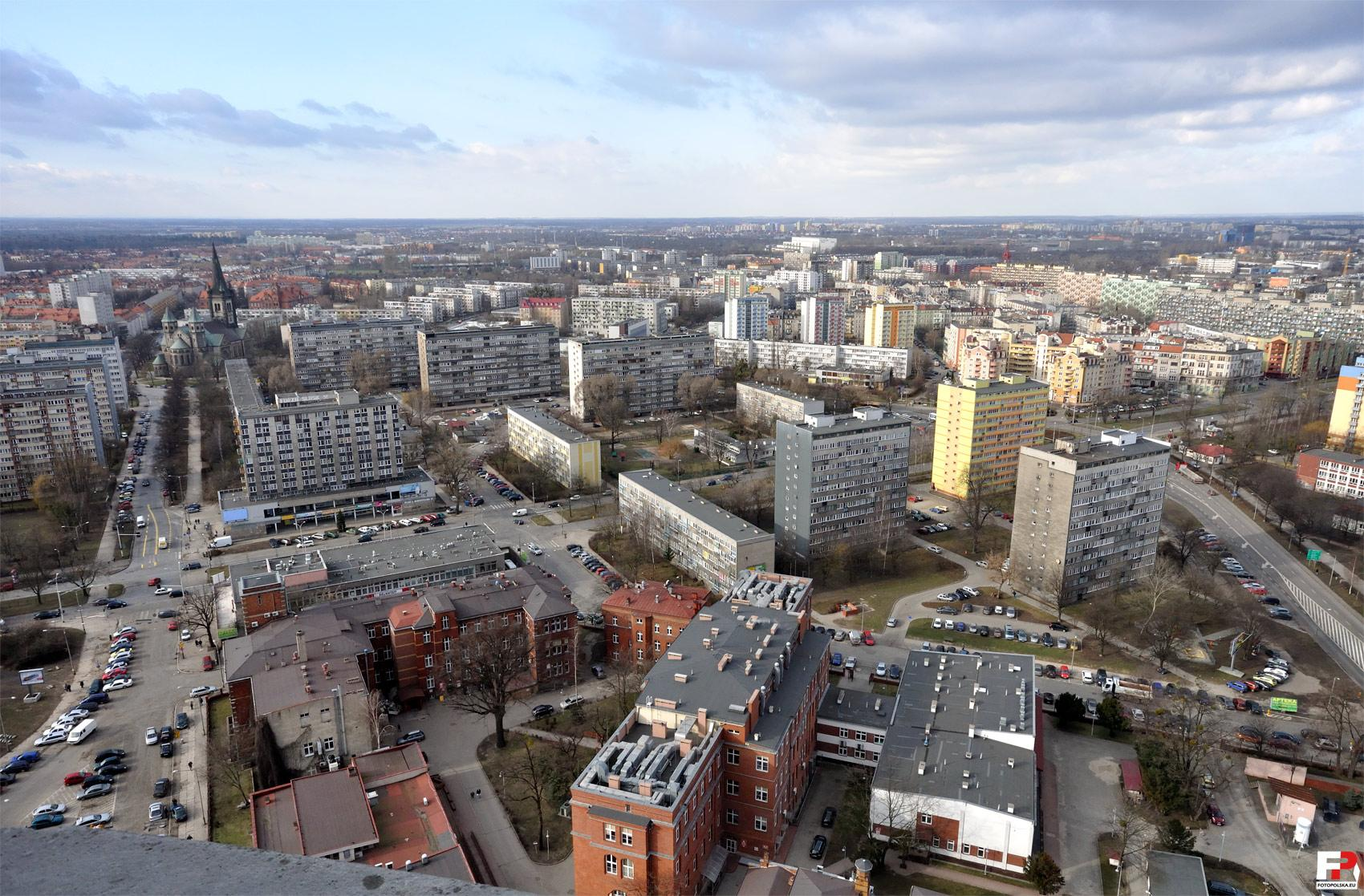
Gajowice, w lewej górnej części zdjęcia za wieżą kościoła budynki szkolne

Budynek szkoły przy ulicy Jemiołowej 57 we Wrocławiu – budynek szkoły położony przy ulicy Jemiołowej 57 we Wrocławiu na osiedlu Gajowice w dawnej dzielnicy Fabryczna. Zbudowany został w latach 1889–1900 jako pierwszy z dwu budynków Zespołu Szkół Ludowych. Projekt budynku sygnowany jest przez dwóch architektów: Richarda Plüddemanna i Karla Klimma. Całość zabudowy obejmuje dwuskrzydłowy, podpiwniczony budynek o pięciu kondygnacjach nadziemnych, z wieżą zegarową, oraz budynek hali sportowej połączony z głównym budynkiem jednokondygnacyjnym łącznikiem. Architektura obiektu stylem nawiązuje do neogotyku. Po II wojnie światowej w budynku działała Szkoła Podstawowa nr 57, następnie Gimnazjum nr 16, a po likwidacji w Polsce gimnazjów budynek został przyłączony do Liceum Ogólnokształcącego nr VII im. K.K. Baczyńskiego. Na trzecim piętrze do 30.08.2023 r. znajdowała się Niepubliczna Szkoła Podstawowa Tikkun Olam. Budynek kwalifikuje się do objęcia ochroną konserwatorską poprzez wpisanie go do rejestru zabytków. Obecnie natomiast ujęty jest w gminnej ewidencji zabytków.

## Położenie i otoczenie
Budynek szkoły położony jest we Wrocławiu przy ulicy Jemiołowej 57 na osiedlu Gajowice w dawnej dzielnicy Fabryczna, w jednostce urbanistycznej Śródmieście Południowe. Jest to obszar zaliczany do osiedli kameralnych z dominacją zabudowy komponowanej, ale w bezpośrednim sąsiedztwie wielkiego osiedla blokowego, oba obszary o stosunkowo dużej gęstości zaludnienia. Cały Zespół Szkół Ludowych leży przy skrzyżowaniu ulicy Jemiołowej z ulicą Kruczą, przy czym ten budynek znajduje się w pewnym oddaleniu od wymienionego skrzyżowania. Jest to teren tak zwanego osiedla kompletnego – Śródmieście Południowe – wskazanego przez urbanistów. W ramach standardów określonych w tym projekcie wyznaczono kierunki rozwoju tego obszaru, także na podstawie konsultacji społecznych, a ich realizacja oparta jest na Wytycznych przestrzennych na rzecz osiedli kompletnych . Ulicę Jemiołową w tym opracowaniu wskazuje się jako istotną dla spójności przestrzeni publicznej osiedla, natomiast ulicę Kruczą określa się jako ulicę stanowiącą szkielet przestrzeni publicznej osiedla o charakterze lokalnym i jedną z kilku głównych osi komunikacyjnych jednostki urbanistycznej, po której kursują autobusy na wyznaczonych liniach w ramach komunikacji miejskiej .
Budynek leży w obszarze dla którego wskaźnik wysokości zabudowy określono na 18 m. Bezpośrednie sąsiedztwo budynku to po stronie południowej, za wewnętrznym (położonym na działce dawnego zespołu szkół) zadrzewionym skwerem stanowi drugi budynek szkoły z zabudową zespołu sportowo-rekreacyjnego. Strona północna i zachodnia to tereny szkolne, a za nimi zabudowa osiedla mieszkaniowego Gajowce (północ i północny zachód) oraz dawnego osiedla robotniczego (zachód). Po stronie północno-zachodniej urządzono park kieszonkowy przy ulicy Kwaśnej  o powierzchni około 0,5 ha  (Zieleniec przy ul. Kwaśnej). Natomiast po stronie wschodniej ulicy Jemiołowej znajduje się również zabudowa wspomnianego osiedla mieszkaniowego Gajowice przy czym bezpośrednio przy ulicy usytuowana jest ciągła zabudowa budynków pięcio- i sześciokondygnacyjnych tworzących nieprzerwaną pierzeję od ulic Kruczej do ulicy Grochowej.

## Historia
Teren, na którym posadowiony jest budynek, położony jest w obrębie osiedla Gajowice (Gabitz). Zostało ono włączone w granice administracyjne miasta w 1868 r. Z kolei w 1895 r. wytyczono środkowy odcinek ulicy Kruczej (Charlottenstraße) przebiegający przy terenie przyszłej inwestycji. Przed jej rozpoczęciem istniała także ulica Jemiołowa (Yorckstraße). Natomiast po stronie zachodniej położony był teren Kwaśnego Źródła (Sauerbrunn), ze stawem i zielenią urządzoną – Park przy Kwaśnym Źródle, przy ulicy Karasiej (Spluderstraße) przebiegającej przy zachodnim krańcu budynku (współcześnie nie istnieje). W związku z szybkim rozwojem osiedla podjęto decyzję o budowie Zespołu Szkół Ludowych. Projekt pierwszego z budynków sygnowany jest przez dwóch architektów: Richarda Plüddemanna i Karla Klimma, którzy wspólnie zaprojektowali niejeden budynek szkolny. Na projekcie widnieje rok 1898. Budowa prowadzona była w latach 1898–1900. W 1900 r. powstała również dokumentacja powykonawcza obiektu. W tym samym roku planowano budowę drugiego budynku lecz nastąpiło to dopiero w latach 1905–1907 (Budynek szkoły przy ulicy Kruczej 49 we Wrocławiu). 
W wyniku działań wojennych prowadzonych w czasie II wojny światowej podczas oblężenia Wrocławia w 1945 r. budynek uległ uszkodzeniu. Przede wszystkim uszkodzony został dach obiektu, a także w mniejszym stopniu elewacje w postaci ubytków okładzin. Odbudowa dachu i inne prace naprawcze wykonano w latach 50. i 60. XX wieku. W późniejszym okresie także prowadzono różne roboty budowlane. Między innymi w 2000 r. wykonano remont dachu nad budynkiem szkoły i zabudową sportową, dalej od 2003 r. przeprowadza się sukcesywnie wymianę stolarki okiennej na nowe okna PVC, wbrew zaleceniom, aby była to stolarka drewniana o układzie identycznym jak pierwotny. Sukcesywnie wymienia się wykładzinę na podłogach sal lekcyjnych na nową z PVC. Przeprowadzono także renowację głównych drzwi wejściowych w 2008 r. Prowadzone są także inne prace, jak remonty izb lekcyjnych, malowanie korytarzy czy usuwanie powłok malarskich z ceglanych detali architektonicznych.
Od dnia 7.05.2015 r. do dnia 30.11.2015 r. przeprowadzono inwestycję miejską, w ramach której przy szkole zbudowano boisko wielofunkcyjne o wymiarach 30 m na 44 m oraz czterotorową bieżnię zakończoną skocznią w dal. Koszt tej inwestycji wyniósł 628 000,00 zł.

## Architektura

### Układ i bryła
Na cały układ zabudowy składa się główny budynek szkoły, dwuskrzydłowy, pięciokondygnacyjny, podpiwniczony, z czterem kondygnacjami użytkowymi oraz poddaszem pod dwuspadowymi dachami pochyłymi i wieżą zegarową w ramach fasady, połączony łącznikiem z jednokondygnacyjnym budynkiem sali gimnastycznej. Wysokość budynku wynosi około 15 m. Budynek w rzucie prostokątnym na płaszczyznę terenu ma kształt zbliżony do litery „L”. Skrzydło wschodnie z fasadą główną rozmieszczone w układzie zbliżonym do południkowego jest krótsze od skrzydła północnego, a długość fasady wynosi 32,62 m, zaś trakt tego skrzydła wynosi 17,15 m. Natomiast skrzydło północne rozmieszczone w układzie zbliżonym do równoleżnikowego ma 34,70 m, zaś długość elewacji północnej wynosi 50,30 m. Trakt tego skrzydła wynosi 19,63 m. Skrzydła budynku są trójtraktowe, z korytarzem pośrodku, a na przecięciu korytarzy obu skrzydeł na każdym piętrze znajduje się obszerny hol ze słupem pośrodku. Na potrzeby kumulacji pionowej zbudowano trzy klatki schodowe, w każdej pod dwa biegi schodowe ze spocznikiem przy ścianie zewnętrznej. Urządzono kilka wejść do budynku, przy czym główne prowadzi od ulicy Jemiołowej, czyli ze wschodu, przez hol ze schodami wyrównawczymi. Na końcu skrzydła północnego wejście do łącznika sali gimnastycznej. Samą bryłę budynku określa się jako silnie rozczłonkowaną. Oprócz wieży zegarowej w szczytach budynku wykonano zwieńczenia w kształcie trójkątów zdobionymi wysokimi sterczynami. Ponadto w dachu wykonane są niewielkie lukarny przykryte dachami pulpitowymi. Wieża zegarowa ma wysokość dwóch kondygnacji ponad gzyms wieńczący czwartą kondygnację. Przykryta jest dachem dwuspadowym.

### Elewacje
Elewacje budynku oblicowane są cegłą klinkierową oraz jako elementy zdobiące także kształtkami glazurowanymi. Otwory okienne zamykane są łukami odcinkowymi. Pomiędzy drugą a trzecią kondygnacją wykonano szeroki okap gzymsowy. Ponad czwartą kondygnacją znajduje się gzyms koronujący, ponad którym rozpoczynają się połacie dachowe, zwieńczenia i wieża zegarowa. Jest on zdobiony szerokim fryzem arkadowym wykonanym również z materiałów ceramicznych. Fasada stanowiąca elewację wschodnią budynku, z wejściem głównym, ma układ siedmioosiowy i trójdzielny. Układ jest niesymetryczny. Cała elewacja zdobiona jest ryzalitami i pseudoryzalitami, płycinami, ich łukowanymi zamknięciami o tynkowanych ostrych podłuczach, fryzami, gzymsami, tynkowanymi blendami, lizenami i wysokimi sterczynami oraz dekoracjami sgraffito. Wejście główne zaakcentowano portalem, zwieńczonym szczytem w kształcie trójkąta, podpartym masywnymi filarami. Elewacja południowa jak i zachodnia skrzydła wschodniego jest dwudzielna i niesymetryczna. Ta druga ma dwie osie symetrii. Elewacja południowa skrzydła północnego od strony wewnętrznego skweru również jest niesymetryczna. Ma dziesięć osi architektonicznych. Natomiast najdłuższa elewacja północna jest piętnastoosiowa i symetryczna. Zachodnia elewacja tego skrzydła, do której nieco poniżej parteru przylega łącznik sali gimnastycznej, jest elewacją jednoosiową, symetryczną. Wszystkie elewacje są zdobione w różnym stopniu detalami wymienionymi powyżej dla fasady. Okna izb lekcyjnych grupowane po trzy zgodnie z podziałem poszczególnych klas.

### Wnętrza
Korytarze w budynku umiejscowiono w traktach środkowych dwóch skrzydeł budynku, połączone obszernym holem ze słupem podtrzymującym sklepienia wykonanym w formie kolumny. Korytarz wschodni, hol i wloty klatek schodowych przykryto sklepieniami krzyżowymi. Są one zdobione szerokimi pasami gurtowymi. Ich krawędzie są profilowane wałkiem, z wozówkami. Zastosowano tu zdobienia imitujące boniowanie. Całość wsparta jest na konsolach o wydatnych kształtach geometrycznych. Wykonano je jako ceglane. Kolumna holu wykonana jest z granitu. Opata jest na ośmiobocznej podstawie. U góry kolumny wykonano kapitel zdobiony fryzem rombowym. Zdobienia wykonano także wokół otworów drzwiowych. W strefach cokołowych znajdują się różnej wysokości i zakresie okładziny z cegły klinkierowej, a posadzki korytarzy wyłożone zachowanymi jasnymi płytkami ceramicznymi, z bordową opaską. Zachowane są także zdobione przekartowania zabezpieczające otwory przy klatce schodowej skrzydła wschodniego i ozdobne balustrady biegów schodowych. Same sale lekcyjne nie posiadają elementów zdobniczych.

### Teren
Zabudowa całego zespołu szkół, o adresach ulica Jemiołowa 57 i 59 oraz ulica Krucza 49, położona jest na jednej działce ewidencyjnej o powierzchni 2,6473 ha (26 471 m2), w ramach której 0,7927 ha to inne tereny zabudowane, a 1,8546 ha to tereny rekreacyjno-wypoczynkowe. Łączna powierzchnia zabudowy na tej działce wynosi 4 793 m², z czego 1 928 m² dotyczy omawianego budynku szkoły przy ulicy Jemiołowej 57. Działka stanowi własność Gminy Wrocław, ale pozostaje w zarządzie, użytkowaniu. Wejście główne na teren znajduje się po stronie ulicy Jemiołowej na wewnętrzny skwer międzyszkolny, oddzielony od ulicy ozdobnym ogrodzeniem biegnącym między oboma budynkami szkolnymi. Teren użytkowany przez placówkę oświatową mieszczącą się w budynku przy ulicy Jemiołowej 57 rozciąga się po stronie północnej obiektu. Od pozostałych terenów oddzielony jest współczesnym ogrodzeniem z prętów metalowych. Tu położone jest boisko szkolne oraz bieżnia i skoczna do skoku w dal.

## Konstrukcja oraz inne aspekty budowlane
Konstrukcja budynku oparta jest na murowanych ścianach z cegły pełnej na zaprawie cementowo-wapiennej i ceramicznych stropach odcinkowych na belkach stalowych. W korytarzach stropy te mają podziały wykonane za pomocą szerokich pasów gurtowych. Ponadto na każdej kondygnacji w skrzydle wschodnim hol i korytarz oraz w przęsłach przy wylocie klatek schodowych zastosowano sklepienia krzyżowe. Nad piątą kondygnacją wykonano więźbę dachową z drewna w układzie płatwiowo-kleszczowym. Znajdują się tu również dwie ściany stolcowe wzmocnione pochyłymi stolcami i umiejscowionym w osi wieszakiem. W klatach schodowych wykonano dla każdej kondygnacji po dwa biegi ze spocznikiem. Konstrukcyjnie są to stopnice wykonane z granitowych bloków zamontowane na stalowych belkach wykonanych w technice nitowania. Ściany tynkowane na gładko. Zastosowano tynk cementowo-wapienny. W budynku poprowadzono następujące instalacje: wodno-kanalizacyjną, centralnego ogrzewania, elektryczną, odgromową i teletechniczną.

## Zestawienie podstawowych parametrów
Podstawowe parametry:
- rodzaj wg Klasyfikacji Środków Trwałych: k - budynki oświaty nauki i kultury oraz sportowe (107)
- powierzchnia zabudowy: 1 928 m²
- liczba kondygnacji nadziemnych: 5[a][35]
- wysokość: około 15 m[36]
- powierzchnia użytkowa: około 6 592 m²
- kubatura: około 17 500 m3[33].

## Użytkownicy
Budynek w swojej historii był użytkowany przez następujące placówki oświatowe:
- Miejska Szkoła Ludowa "Städtische Volksschule"[47][48]
- Szkoła podstawowa nr 57[32]
- Gimnazjum nr 16 im. Andrzeja Waligórskiego[47][48][49]
- Niepubliczna Szkoła Podstawowa Tikkun Olam znajdująca się tylko na trzecim piętrze[50].
- Liceum Ogólnokształcące nr VII im. K. K. Baczyńskiego[50]

## Ochrona
Budynek położony jest w obszarze dzielnicy Południe, której układ urbanistyczny podlega ochronie w ramach gminnej ewidencji zabytków. Jest to układ kształtowany sukcesywnie od XIII wieku (wzmianki) i od lat 80. XIX wieku do 1945 r. Stan zachowania obszaru określa się na dobry.
Budynek szkolny ujęto w gminnej ewidencji zabytków pod dwiema pozycjami:
- Miejska Szkoła Ludowa "Städtische Volksschule", obecnie Gimnazjum nr 16 im. Andrzeja Waligórskiego – budynek szkoły z lat 1898-1899 przy ulicy Jemiołowej 57 we Wrocławiu, rodzaj ochrony: inny[47][59][60][61][62]
- Miejska Szkoła Ludowa "Städtische Volksschule", obecnie Gimnazjum nr 16 im. Andrzeja Waligórskiego – sala gimnastyczna z łącznikiem (toalety), rodzaj ochrony: inny[48][63][64].

Stan zachowania budynku ocenia się jako dobry. Kwalifikuje się go do objęcia ochroną konserwatorską poprzez wpisanie do rejestru zabytków.

## Ocena i odbiór
Styl budynku określa się jako nawiązujący do hanowerskiej szkoły neogotyku. Jest to okazały, reprezentacyjny budynek o znacznej kubaturze, z elewacjami zdobionymi bogatymi detalami architektonicznymi. Wskazuje się jednak, iż projekt pochodzi z czasów, które przez współczesnych badaczy, w odniesieniu do działalności architektonicznej Richarda Plüddemanna, zaliczane są do drugiego etapu jego twórczości, w którym stosował wspominane wyżej detale architektoniczne już uproszczone w stosunku do stosowanych we wcześniejszym etapie. Budynek należy do zespołu dwóch budynków ulokowanych na rozległej działce przy skrzyżowaniu dwóch ulic, który stanowi bardzo ważny akcent urbanistyczny w tej części Gajowic. Sam projekt został opracowany zgodnie z ówczesnymi trendami panującymi w zakresie projektowania budynków szkolnych, które oprócz wyżej opisanych aspektów dotyczących form architektonicznych, dotyczą także zastosowanego tu sytuowania sali gimnastycznej w osobnym budynku połączonym z budynkiem głównym szkoły łącznikiem, trójtraktowy układ wnętrz z korytarzem pośrodku i salami lekcyjnymi po obu jego stronach. Same izby lekcyjne zaś otrzymały po trzy duże okna zapewniające odpowiednią ilość światła oraz wentylację.